# Ерісентпетер
Ерісентпетер (угор. Őriszentpéter) - місто на заході Угорщини в медьє Ваш. З населенням у 1160 чоловік це найменш населене місто медьє. Розташоване неподалік від кордону зі Словенією.

## Населення
| Рік  | Чисельність населення | Чисельність населення |
| ---- | --------------------- | --------------------- |
| 2013 | 1189                  | [ 2 ]                 |
| 2014 | 1189                  | [ 3 ]                 |
| 2015 | 1160                  | [ 4 ]                 |